# Alfred A. Knopf

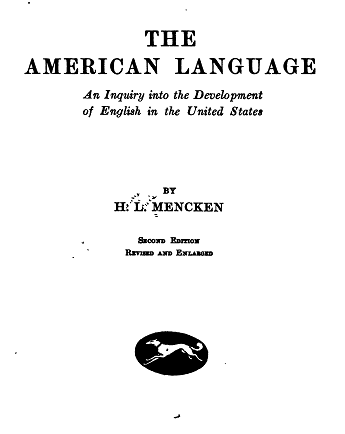
titelblad van The American Language van H.L. Mencken (1921), met een vroege versie van het Borzoi-embleem

Alfred A. Knopf is een Amerikaanse uitgeverij, die in 1915 gesticht is door Alfred Abraham Knopf Sr. (1892-1984) en zijn toenmalige verloofde en toekomstige vrouw Blanche Wolf (1894-1966). Knopf is tegenwoordig een imprint van de Knopf Doubleday Publishing Group.

## Geschiedenis
Knopf, die zijn rechtenstudie aan Columbia College had onderbroken, had na een reis naar Londen in 1912 en een periode bij de uitgeverij Doubleday, Page, & Company, besloten een eigen uitgeverij te starten. Hoewel er een mondelinge afspraak zou zijn geweest dat hij en Blanche evenwaardige partners zouden zijn, bleek dat in de praktijk anders. De firmanaam vermeldde enkel Alfreds naam; Alfred werd president en Blanche vice-president. Alfred bezat 75% van de firma en Blanche 25%.
De uitgeverij was aanvankelijk gevestigd op Fifth Avenue in New York. Ze legde zich toe op hardcover-uitgaven, zowel van literatuur als van (auto)biografische, journalistieke en historische werken en andere non-fictie van Amerikaanse en buitenlandse auteurs. Het embleem van de uitgeverij, een borzoi windhond in volle ren, was een idee van Blanche Knopf. Van de windhond werden in de loop der jaren verschillende versies gebruikt (meestal getekend door W.A. Dwiggins). Borzoi Books werd een imprint van de uitgeverij. 
Knopf besteedde veel aandacht aan de kwaliteit van de uitgaven, niet alleen wat betreft de inhoud maar ook op het gebied van de vormgeving en gebruikte materialen. In de beginjaren tijdens de Eerste Wereldoorlog was kwaliteitspapier schaars en duur, en Knopf compenseerde dat door zich toe te leggen op heruitgaven van eerder in Engeland verschenen boeken, waaronder vertalingen van Europese, veelal Russische schrijvers; in 1917 verscheen bijvoorbeeld The Journal of Leo Tolstoi.
In 1929 lanceerde Knopf de hard-boiled detective als literair genre met Red Harvest van Dashiell Hammett (in 1930 gevolgd door The Maltese Falcon); in 1939 publiceerde Knopf ook Raymond Chandlers The Big Sleep.
In 1941 verscheen bij Knopf Berlin Diary van William L. Shirer, de Amerikaanse journalist die van 1934 tot 1940 in Berlijn was gestationeerd. Dat boek werd een bestseller; het werd meteen geselecteerd door de Book-of-the-Month Club en van beide edities samen werd bijna een miljoen exemplaren verkocht.
Knopf werd bekend door haar uitgaven van buitenlandse schrijvers, waaronder Thomas Mann, Albert Camus en André Gide. Het was vooral Blanche die deze schrijvers aanbracht; ze reisde daarvoor meermaals naar Europa en Zuid-Amerika.
Andere grote namen die Knopf heeft uitgegeven zijn Langston Hughes, Willa Cather, H.L. Mencken, John Updike, Toni Morrison, Cormac McCarthy, Alice Munro, John Cheever, Michael Crichton, V.S. Naipaul, Milan Kundera, Salman Rushdie, Raymond Carver, Haruki Murakami, William Gaddis en Barbara Tuchman (A Distant Mirror, The March of Folly). Het uitgeverijfonds telt vele Nobelprijs- en Pulitzerprijswinnaars.
De grafische ontwerpers en typografen die voor Knopf omslagen en layouts ontwierpen waren zowel gevestigde namen als George Salter, Jean Carlu (die het omslag ontwierp van De Pest van Albert Camus (1948))  en W.A. Dwiggins, als modernisten als Paul Rand en Herbert Bayer. Knopf richtte in de jaren 1980 een eigen ontwerpgroep op binnen de uitgeverij, geleid door Carol Devine Carson, die vele innovatieve ontwerpen produceerde. Tot de groep behoorden onder meer Chip Kidd, John Gall, Archie Ferguson en Barbara de Wilde. Knopf vermeldde steevast de omslagontwerper en/of typograaf in de colofon van zijn boeken.
In 1954 introduceerde Alfred A. Knopf de imprint Vintage Books voor paperback-uitgaven. In 1957 nam Blanche het voorzitterschap van de firma over.
In 1960 werd de uitgeverij overgenomen door Random House. Die werd later gekocht door Bertelsmann AG. Alfred Knopf werd in 1972 emeritus-voorzitter van zijn firma.
Tegenwoordig is Knopf een imprint van de Knopf Doubleday Publishing Group, die op haar beurt deel uitmaakt van de multinational Penguin Random House, de grootste uitgeverijgroep ter wereld. Anno 2018 bestaat het management uit Tony Chirico, president van de Knopf Doubleday Publishing Group; Sonny Mehta, chairman en hoofdredacteur; Carol Devine Carson is de creative & art director.